# Ahnenbaum
Der Ahnenbaum (Combretum imberbe) ist eine Pflanzenart aus der Gattung der Langfäden (Combretum) aus dem südlichen Afrika bis ins nordöstliche Südafrika.

## Beschreibung
Der Ahnenbaum ist ein langsamwüchsiger, mittelgroßer bis großer, halbimmergrüner, bis über 25 Meter hoher Baum. Der Stammdurchmesser erreicht über 1 Meter. Die dicke, raue Rinde ist gräulich bis bräunlich mit tiefen, vertikalen und unregelmäßigen horizontalen Furchen, wodurch eine netzrissige Rinde entsteht. Der Baum führt ein essbares Gummi.
Die kurz gestielten Laubblätter sind gegenständig angeordnet. Sie sind leicht ledrig, ganzrandig, abgerundet bis stumpf, manchmal eingebuchtet und verkehrt-eiförmig oder elliptisch, 2,5–8,5 cm lang und 1–3 cm breit. Der Blattrand ist meist wellig und die Spitze ist oft feinstachelspitzig. Ihre Färbung ist unterseits heller, graugrün mit winzigen silbernen oder bräunlichen Schuppen. Nebenblätter fehlen.
Die kurzen, end- oder achselständigen und dichten rispigen oder ährigen, schuppigen Blütenstände sind bis 10 cm lang und gelblichweiß gefärbt. Die duftenden, sitzenden, gelb-grünen, zwittrigen und schuppigen Blüten sind vierzählig mit doppelter Blütenhülle. Es ist ein zweiteiliger und mehr oder weniger schuppiger Blütenbecher vorhanden. Der untere, stielartige Teil ist schmal, röhrig und der obere schüsselförmig und innen am Rand dicht behaart. Die dreieckigen Kelch- und die schmalen, spatelförmigen Kronblätter sind nur sehr klein. Es sind 8 etwas vorstehende Staubblätter vorhanden. Der einkammerige Fruchtknoten mit kurzem, im unteren Teil drüsigen Griffel ist unterständig im unteren, röhrigen Teil des Blütenbechers.
Die blass gelb-grüne, einsamige und nicht öffnende, fast kahle Frucht ist vierflügelig und misst im Schnitt etwa 1,3–1,8 cm im Durchmesser. Auch sie ist mit winzigen silbernen Schuppen bedeckt. Die papierigen Flügel sind bis 7 Millimeter breit.  

## Verwendung
Das dunkle Holz, Eisenholz, ist dunkelbraun, sehr hart und sehr schwer sowie beständig und wurde vor der Verbreitung von Metallen zur Herstellung von Hacken benutzt. Darauf deutet auch der englische Name Leadwood tree (Bleiholzbaum, Bleiholz) hin. Das Holz wird auch für Messergriffe, Tabakpfeifen, Musikinstrumente u. a., ja sogar für Armbanduhren verwendet.
Mit Bleiholz oder Leadwood werden auch Dirca palustris oder Krugiodendron ferreum bezeichnet.

## Vorkommen und Ökologie
Der Ahnenbaum kommt vorzugsweise im Bushveld beziehungsweise in Busch- und Baumsavannen Afrikas, vorzugsweise entlang von Flussläufen vor. Der Baum besitzt für die Herero und Ovambo eine religiöse Bedeutung. Die Blätter und Wurzeln werden medizinisch genutzt. Die Bäume sind langlebig und können geschätzt ein Alter von über 1000 Jahren erreichen.

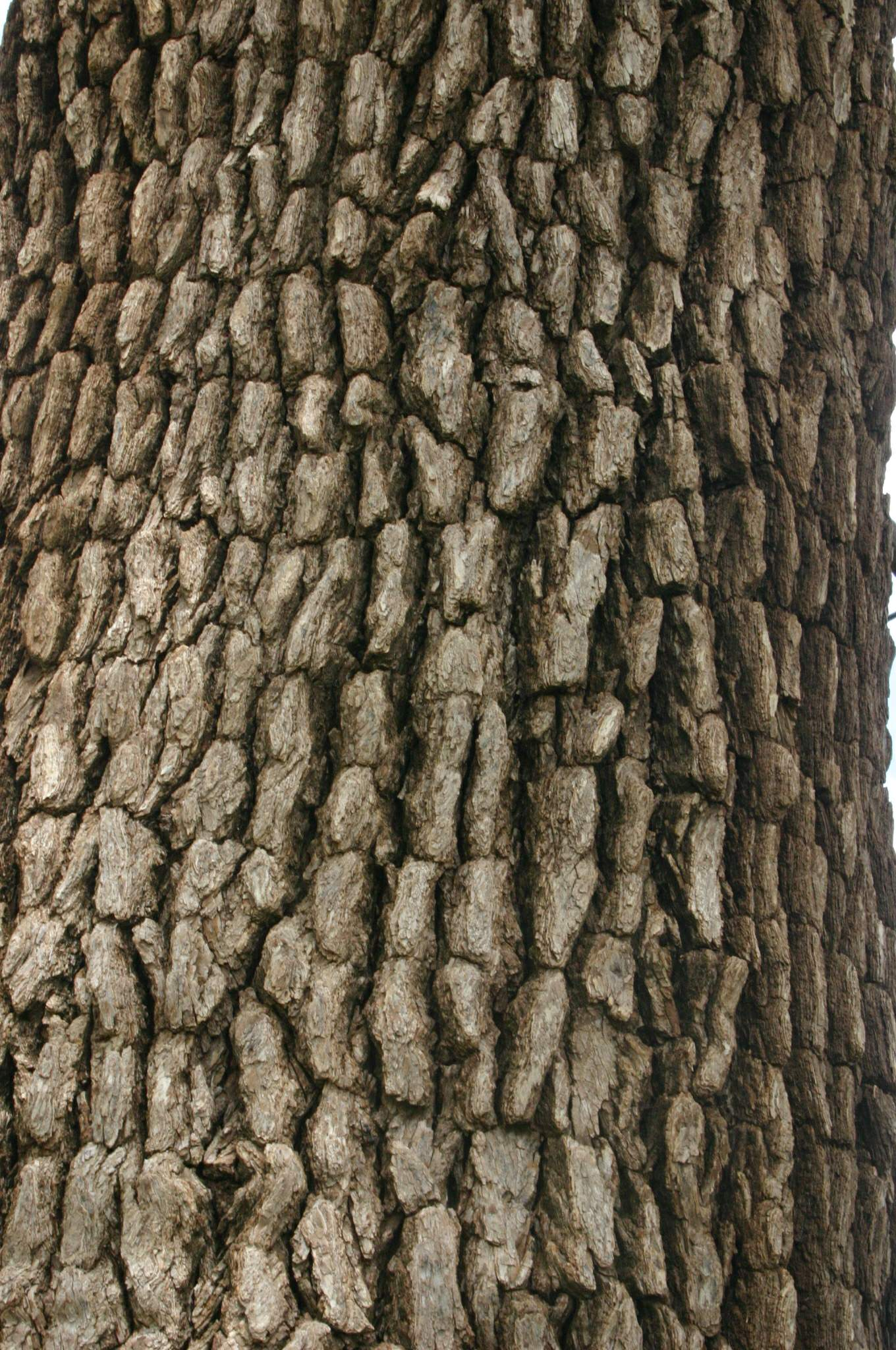
Furchige Rinde
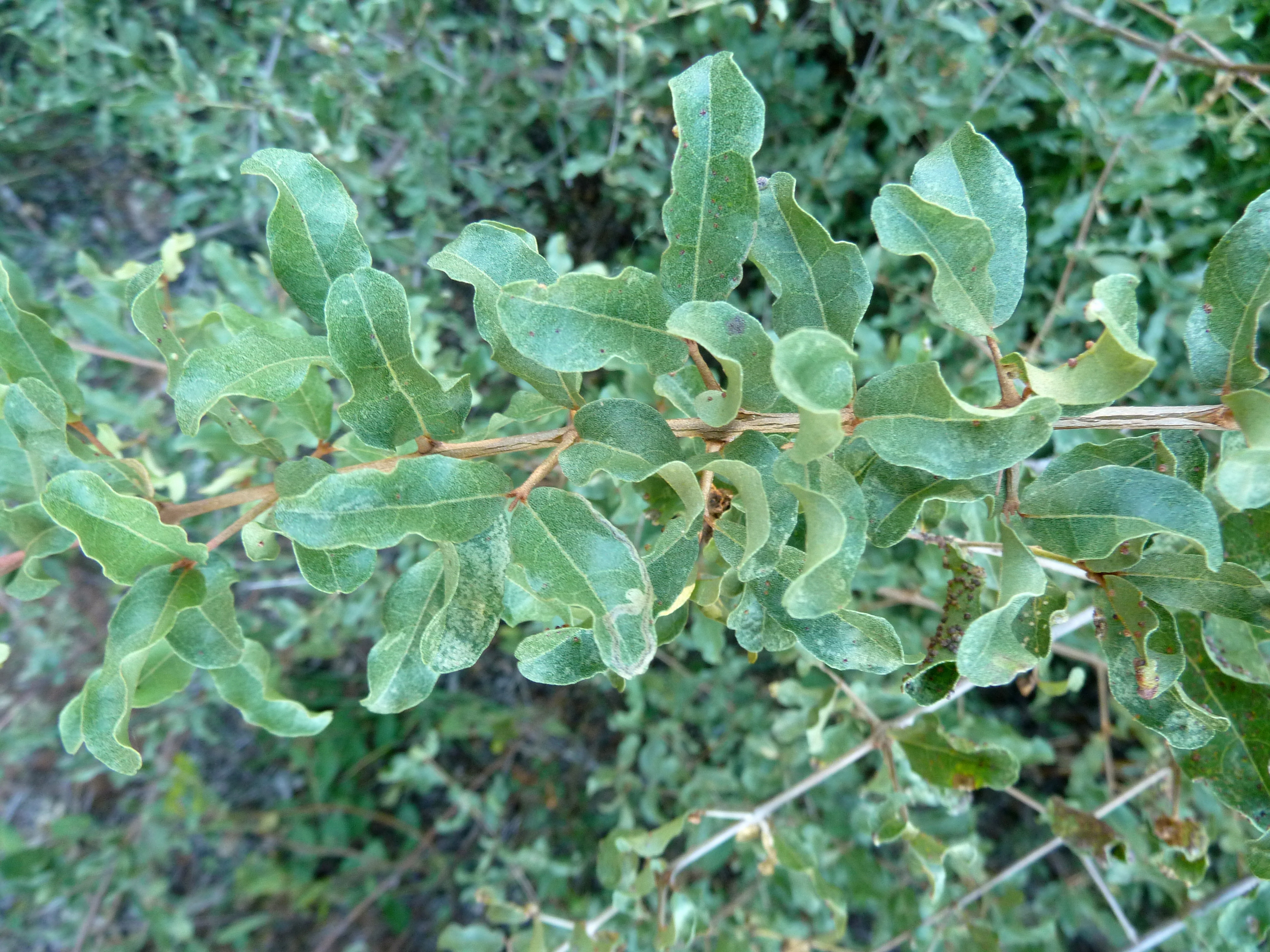
Blätter
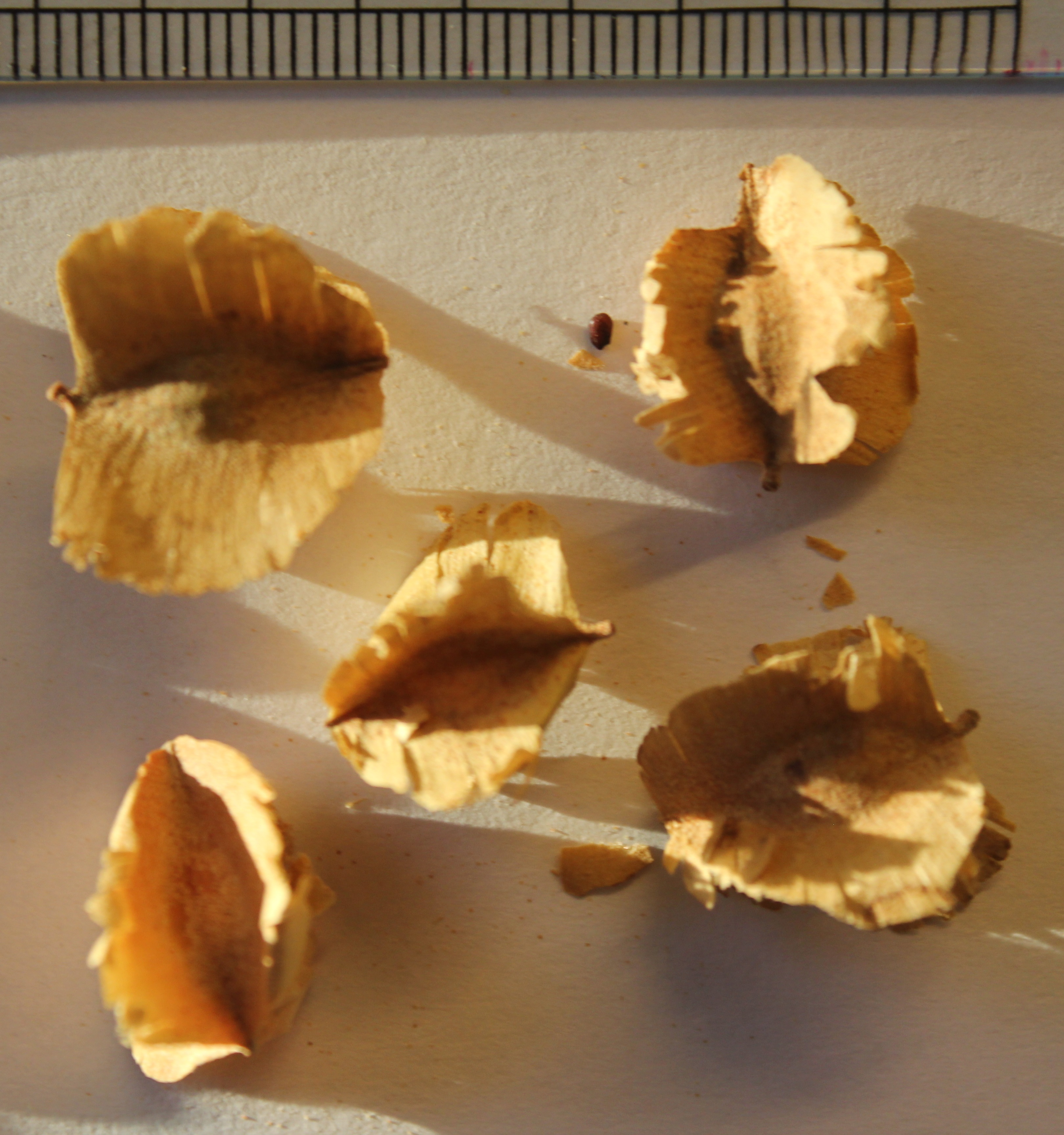
Geflügelte Früchte